# 岩出市農業協同組合
岩出市農業協同組合（いわでしのうぎょうきょうどうくみあい、JA岩出）は、かつて和歌山県岩出市荊本に本所を置いていた農業協同組合である。

## 概要
1992年10月1日に、旧岩出町を除く那賀郡内にあった打田町農業協同組合、粉河町農業協同組合、那賀町農業協同組合、桃山町農業協同組合、貴志川町農業協同組合の5農協が合併して紀の里農業協同組合が和歌山県内における農協の広域合併第一号として発足したが、その際、当時の岩出町農業協同組合は参加せず、岩出町の単独市制施行に伴い岩出市農業協同組合と名称変更して現在に至っている。
2008年4月1日をもって紀の里農業協同組合と合併され、消滅した。

## 事業内容
- 指導事業
- 販売事業
- 購買事業
- 信用事業
- 共済事業

## 事業区域
- 和歌山県岩出市

## 拠点

### 本所・各部
- 本所
  - 〒649-6232　和歌山県岩出市荊本20番地

## 主な産物
- 米